# Camponaraya
Camponaraya est une localité et une commune espagnole (municipio) de la comarque de El Bierzo, dans la province de León, communauté autonome de Castille-et-León, au nord-ouest de l'Espagne. La localité est le chef-lieu du municipio.
Cette localité est une halte sur le Camino francés du Pèlerinage de Saint-Jacques-de-Compostelle.

## Géographie

### Localités voisines
| Nord-ouest Cacabelos (chef-lieu) (municipio de Cacabelos)                       | Nord La Válgoma (es) (municipio de Camponaraya)                              | Nord-est Cortiguera (municipio de Cabañas Raras) |
| Ouest Narayola (municipio de Camponaraya)                                       |                                                                              | Est Fuentesnuevas (municipio de Ponferrada)      |
| Sud-ouest Polygone industriel (extensions III et IV) (municipio de Camponaraya) | Sud Polygone industriel (I, extensions II et III) (municipio de Camponaraya) | Sud-est Fuentesnuevas (municipio de Ponferrada)  |

### Communes limitrophes
| Nord-ouest Cacabelos  | Nord Arganza et Cabañas Raras | Nord-est Cabañas Raras |
| Ouest Carracedelo     |                               | Est Ponferrada         |
| Sud-ouest Carracedelo | Sud Ponferrada                | Sud-est Ponferrada     |

## Divisions administratives
Le municipio regroupe les localités suivantes :
- Camponaraya (chef-lieu),
- Hervededo,
- Magaz de Abajo (es),
- Narayola,
- La Válgoma (es).

## Culture et patrimoine

### Pèlerinage de Compostelle

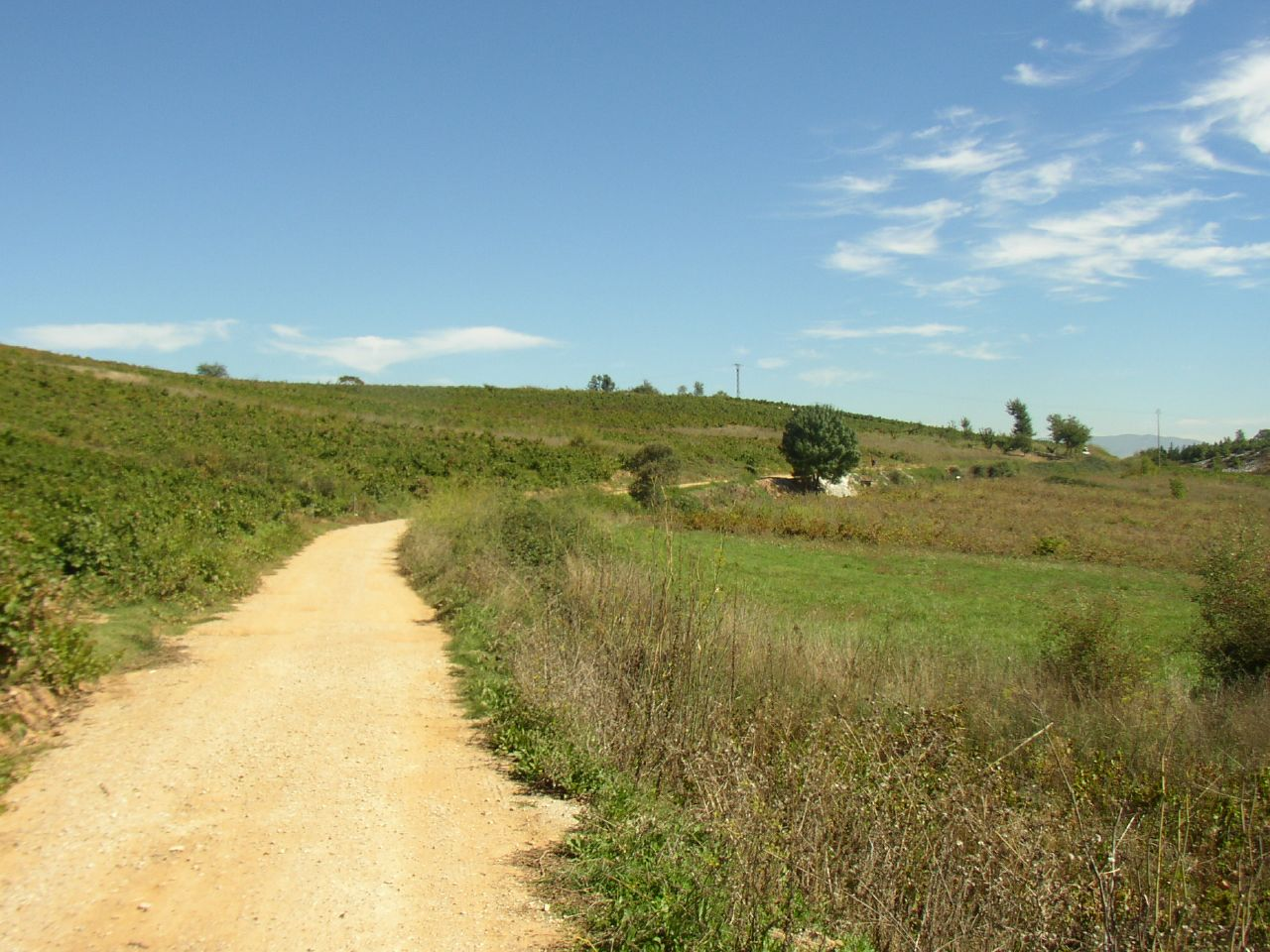
Le Camino francés, près de Camponaraya.

Par le Camino francés du Pèlerinage de Saint-Jacques-de-Compostelle, le chemin vient de la localité de Fuentesnuevas, dans le municipio de Ponferrada.
La prochaine halte est la localité de Cacabelos dans le municipio du même nom.

## Sources et références
- (es) Cet article est partiellement ou en totalité issu de l’article de Wikipédia en espagnol intitulé « Camponaraya » (voir la liste des auteurs).
- (fr) Grégoire, J.-Y. & Laborde-Balen, L. , « Le Chemin de Saint-Jacques en Espagne - De Saint-Jean-Pied-de-Port à Compostelle - Guide pratique du pèlerin », Rando Éditions, mars 2006,  (ISBN 2-84182-224-9)
- (fr)« Camino de Santiago St-Jean-Pied-de-Port - Santiago de Compostela », Michelin et Cie, Manufacture Française des Pneumatiques Michelin, Paris, 2009,  (ISBN 978-2-06-714805-5)
- (fr)« Le Chemin de Saint-Jacques Carte Routière », Junta de Castilla y León, Editorial